# Photodynamische Therapie

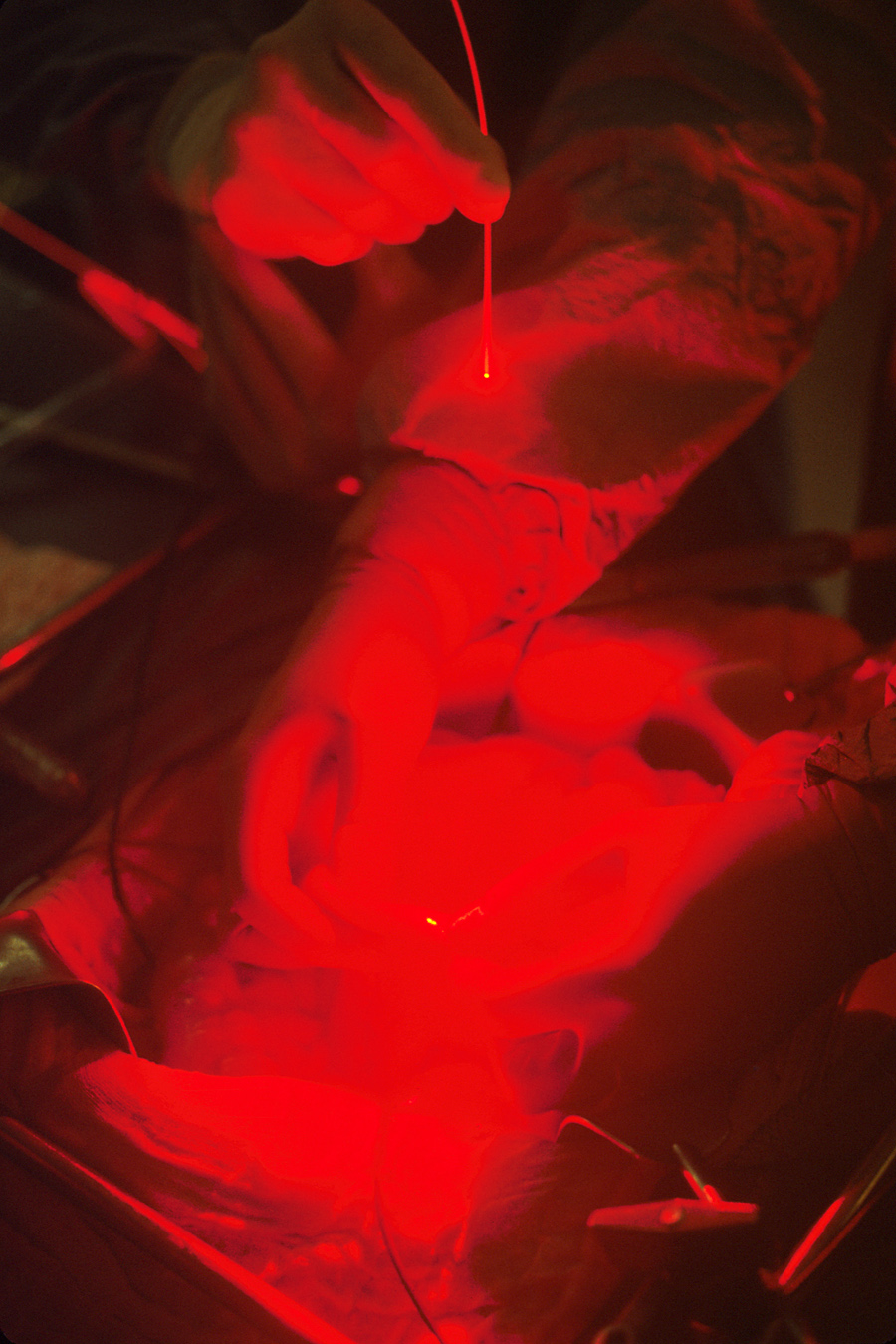
Einsatz der photodynamischen Therapie

Unter der foto- bzw. photodynamischen Therapie (PDT) versteht man ein Verfahren zur Behandlung von Tumoren und anderen Gewebeveränderungen wie beispielsweise Gefäßneubildungen mit Licht in Kombination mit einer lichtaktivierbaren Substanz, einem so genannten Photosensibilisator, und im Gewebe vorhandenem Sauerstoff. Dazu wird dem Patienten ein solcher, primär nicht toxischer Sensibilisator oder einer seiner Stoffwechselvorläufer entweder systemisch (sich im ganzen Körper verteilend) oder lokal verabreicht, der sich aufgrund bestimmter Eigenschaften des Tumors oder der Gewebeveränderung (wie zum Beispiel gesteigertes Zellwachstum, erhöhte Stoffwechselaktivität oder vermehrte Durchblutung) mehr oder weniger selektiv im Tumor oder der Gewebeveränderung anreichert. Nach einer gewissen Wartezeit wird der Tumor oder die Gewebeveränderung mit Licht geeigneter Wellenlänge bestrahlt. Dabei werden durch photophysikalische Prozesse toxische Substanzen, vor allem reaktive Sauerstoffspezies, erzeugt, die den Tumor oder die Gewebeveränderung schädigen.

## Anwendungsgebiete
Die photodynamische Therapie wird insbesondere dann angewendet, wenn Mikrostrukturen des zu behandelnden Gewebes geschont werden müssen, wie dies im Magen-Darm-Trakt, Gehirn oder Auge der Fall ist.

### Augenheilkunde
Die photodynamische Therapie wird in der Augenheilkunde mittlerweile als Standardverfahren eingesetzt. Sie war lange das einzig zugelassene Behandlungsverfahren für bestimmte Formen von Gefäßneubildungen unter der Netzhaut (chorioidalen Neovaskularisationen), wie sie z. B. bei der feuchten Form der altersabhängigen Makuladegeneration (AMD) entstehen können. In Deutschland ist das Benzoporphyrinderivat Verteporfin zur Behandlung der AMD zugelassen, das mit einem speziellen niederenergetischen Laser mit einer Wellenlänge von 680 nm aktiviert werden kann. Der besondere Vorteil der PDT in diesem Einsatzgebiet ist die direkte Erreichbarkeit des Behandlungsortes (der Netzhaut) mit dem PDT-Laser durch die Patientenpupille. Auch kann durch die bei der Behandlung gleichzeitig mögliche Spiegelung des Augenhintergrundes die Lage und Größe des Bestrahlungsfeldes direkt kontrolliert werden. Mit der PDT können die neugebildeten Gefäße verschlossen und somit ein weiterer Sehverlust vermieden werden. Gleichzeitig werden die Fotorezeptoren der Netzhaut und das darunter liegende Pigmentepithel durch die relativ geringe Laserleistung geschont. Mittlerweile stehen für die oben genannten augenärztlichen Indikationen auch Medikamente zur Verfügung, die direkt in das Auge (intravitreal) injiziert werden, beispielsweise Avastin, Lucentis, Pegaptanib oder Triamcinolon und nicht mittels Beleuchtung aktiviert werden müssen. Zum Teil werden diese Medikamente auch in Kombination mit der PDT angewendet.
Bei Augentumoren wie dem kindlichen Retinoblastom wurden bereits in den 1980er Jahren erste Versuche zur PDT mit den damals neuen Porphyrinen unternommen, die allerdings wegen der hohen einzusetzenden Dosen zu Gewebsschäden im Auge führten. Die PDT mit neueren Photosensibilisatoren wie Verteporfin steckt hier noch in den Anfängen.

### Onkologie
Gegenüber einer chirurgischen Behandlung bietet die photodynamische Therapie den Vorteil eines nicht bzw. minimal-invasiven Verfahrens. Insbesondere entfällt die aus Sicherheitsgründen erforderliche weiträumige Entfernung von gesundem Gewebe in der Tumorumgebung. Eine Bestrahlung erfordert etwa zehn bis 100 Minuten. Typische Bestrahlungsstärken liegen bei 100 mW/cm2. Die Erwärmung des Gewebes beträgt daher nur wenige Grad Celsius. Eine Narkose ist nur im Fall schwer zugänglicher innerer Organe nötig. Die PDT von Tumoren erfolgt im Normalfall in einer einmaligen Bestrahlungssitzung, jedoch besteht durchaus die Möglichkeit der Wiederholung. Da die Bestrahlung mit normalem Licht geschieht, ist die Belastung der Patienten im Vergleich zu den „klassischen“ Therapieverfahren relativ gering. Eine photodynamische Behandlung versperrt nicht den Weg für andere Therapieansätze; diese können gegebenenfalls noch durchgeführt werden, sollte keine vollständige Heilung erreicht worden sein.
Der Nachteil der photodynamischen Therapie ist im Wesentlichen die geringe Eindringtiefe von lokal aufgetragenem Photosensibilisator (oder seines Stoffwechselvorläufers) von nur einigen Millimetern sowie die begrenzte Eindringtiefe von Licht, so dass in der Regel nur nicht zu fortgeschrittene oder flächig wachsende Tumoren erfolgreich therapiert werden. Daher bieten sich vor allem z. B. Hauttumoren, wie aktinische Keratosen, das superfizielle (oberflächliche) Basaliom, aber auch Warzen als Einsatzgebiet für die photodynamische Therapie an. Durch den Einsatz von Lasern in Kombination mit Lichtleitfasern lassen sich auch Tumoren an endoskopisch zugänglichen körperinneren Oberflächen behandeln. Außerdem können durch das Einstechen solcher Fasern in das Gewebe auch größere Tumoren therapiert werden. Dieses Vorgehen ist jedoch selten.
Die photodynamische Behandlung von inneren Tumoren ist bislang wenig verbreitet und wird meist nur palliativ eingesetzt wie beispielsweise in der Speiseröhre, bei Gallengangs- und Gallenblasenkarzinom oder bei Gehirntumoren.
Wird der Photosensibilisator nicht nur lokal angewandt, sondern systemisch, ist als Nebenwirkung mit einer vorübergehenden erheblichen Lichtempfindlichkeit zu rechnen, die in Einzelfällen über mehrere Wochen anhalten kann. Die Gefahr der damit verbundenen Reduzierung der Lebensqualität kann bei palliativer Anwendung mit geringer Lebenserwartung als Argument gegen eine Therapie gewertet werden.
Obwohl dieses Verfahren bereits zu Beginn des 20. Jahrhunderts in München unter anderem von Hermann von Tappeiner untersucht wurde, erlangte es erst in den 1980er Jahren durch eine Verbesserung der Photosensibilisatoren und den Einsatz von Lasern eine gewisse Verbreitung. Typische Einsatzgebiete sind Tumoren in der Harnblase, im äußeren Kopfbereich, in Mundhöhle, Kehlkopf, Speiseröhre, in der Lunge, im Gallengang sowie im Genitalbereich.

### Dermatologie
In der Dermatologie hat die photodynamische Therapie weite Verbreitung gefunden zur Behandlung verschiedener Hautkrebsformen und ihrer Vorstufen. Sie ist die Behandlung der ersten Wahl gegen leichte und mittelschwere aktinische Keratose. Als Arzneimittel zugelassen wurden zwei Stoffwechselvorläufer des Photosensibilisators Protoporphyrin IX zur Therapie von aktinischen Keratosen, 5-Aminolävulinsäure (5-ALA) und ihr Methylester Methyl-5-amino-4-oxopentanoat (MAOP). MAOP wurde auch zur Behandlung bestimmter Formen der Basaliome und des Morbus Bowen zugelassen, für die die deutlich neueren Medikamente mit 5-ALA bisher noch nicht zugelassen sind. 5-Aminolävulinsäure ist in einer die Hautpenetration optimierenden Nanoemulsion und in kristalliner Form als Arzneimittelpflaster, MAOP als Creme erhältlich. Nach externer Zugabe von 5-ALA reicherte sich Protoporphyrin IX innerhalb einer für die photodynamische Therapie relevanten Einwirkzeit viermal stärker in isolierten Hauttumorzellen gegenüber gesunden Zellen an. Dabei war die Anreicherung aus 5-ALA in Tumorzellen fast doppelt so hoch wie diejenige aus der verwandten Vorläufersubstanz MAOP, in gesunden Zellen aber für beide Wirkstoffe gleich niedrig.
Kleinere Studien und Einzelfallberichte deuten eine Wirksamkeit der photodynamischen Therapie bei zirkumskripter Sklerodermie, Akne, Psoriasis vulgaris, verschiedenen Hyperkeratosen, virusbedingten vulgären Warzen und anderen chronischen Hautkrankheiten an. In einzelnen Fällen und kleinen Fallserien konnte die photodynamische Therapie „[…] auch bei verschiedenen Formen der Rosazea […] nach zwei- bis viermaliger Anwendung gute Ergebnisse erbringen. Die Wirksamkeit geht vermutlich unter anderem auf eine Stimulierung des Immunsystems sowie einen antimikrobiellen Effekt zurück.“ Zu beachten ist, dass dies keine Standardtherapie der Rosazea darstellt, sondern zurzeit nur rein experimentellen Charakter hat.
Da die photodynamische Therapie unter Verwendung von künstlichen Lichtquellen sehr schmerzhaft sein kann, wird vermehrt die photodynamische Tageslichttherapie eingesetzt. 5-ALA bzw. MAOP werden auf die betroffenen Hautstellen aufgetragen. Danach setzt sich der Patient für etwa 2 Stunden dem Tageslicht aus. Diese Behandlung ist vergleichbar wirksam, jedoch deutlich weniger schmerzhaft.

### Veterinärmedizin (Tierheilkunde)
Aufgrund der Oberflächenwirkung der PDT (bis zu 0,3 cm) findet diese Therapie erfolgreiche Anwendung z. B. bei Plattenepithelkarzinomen, aber auch bei virusinduzierten Hauterkrankungen sowie Erkrankungen der Talgdrüsen und der Haarfollikel.

### Zahnmedizin
Eine Sonderform der PDT ist die antibakterielle photodynamische Therapie, die vor allem in der Zahnmedizin angewendet und zur Zerstörung von Bakterien eingesetzt wird.

## Biochemische Grundlagen
Als Photosensibilisatoren werden überwiegend Porphyrine eingesetzt, die sich bei Bestrahlung mit rotem Licht bei einer Wellenlänge von 630 nm bis 635 nm aktivieren lassen. Oft wird auch 5-Aminolävulinsäure oder deren Methylester Methyl-5-amino-4-oxopentanoat (MAOP) eingesetzt, Stoffwechselvorläufer des Protoporphyrin IX, die vermehrt, das heißt relativ selektiv, in Tumorzellen oder anderen Gewebeveränderungen zu dem Porphyrin umgesetzt werden. Neuere Sensibilisatoren lassen sich bei noch größeren Wellenlängen anregen mit dem Vorteil einer etwas größeren Eindringtiefe des Lichtes in das Gewebe.
Photosensibilisatoren fluoreszieren in der Regel und werden daher auch in der Fluoreszenzdiagnostik von Tumoren oder anderen Gewebeveränderungen eingesetzt. Die photodynamische Therapie (PDT) ist daher eng verwandt mit der photodynamischen Diagnostik (PDD, Fluoreszenzdiagnostik (FD)). Unter Umständen kann in der gleichen Sitzung mit dem gleichen Photosensibilisator zunächst eine photodynamische Diagnostik und unmittelbar anschließend eine photodynamische Therapie durchgeführt werden.
Der eigentliche photophysikalische Prozess verläuft in mehreren Schritten und erfordert die Anwesenheit von Sauerstoff, der in den meisten Zellen in ausreichender Menge vorhanden ist. Ein Molekül des Photosensibilisators absorbiert ein Photon des Lichtes und wird in den ersten angeregten Singulett-Zustand angehoben. Je größer die Lebensdauer dieses Singulett-Zustandes ist, umso größer ist auch die Wahrscheinlichkeit für den eher seltenen Übergang in einen ebenfalls angeregten Triplett-Zustand durch Interkombination. Da optische Übergänge dieses Triplett-Zustandes in den Grundzustand sehr unwahrscheinlich sind, hat er eine ungewöhnlich große Lebensdauer. Das ermöglicht den Kontakt mit besonders vielen Molekülen der Umgebung. Trifft er dabei ein Molekül, dessen Grundzustand ein Triplett-Zustand ist, so ist Energieaustausch möglich, wobei beide Moleküle in einen Singulett-Zustand übergehen. Eins der wenigen Moleküle mit einem Triplett-Grundzustand ist molekularer Sauerstoff. Da die Energie des angeregten Sensibilisatormoleküls größer ist als die für einen Übergang des Sauerstoffs in einen angeregten Singulett-Zustand erforderliche, kann dieser Energieaustausch stattfinden. Der dabei entstehende Singulett-Sauerstoff hat wiederum eine besonders große Lebensdauer hinsichtlich eines optischen Übergangs in den Grundzustand. Aufgrund seiner chemischen Reaktionsfreudigkeit kann er jedoch Zellbestandteile in der Umgebung durch Oxidation schädigen. Dadurch kann er eine Nekrose oder – durch Wirkung auf die Mitochondrienmembran – eine Apoptose auslösen.

## Verwendete Lichtquellen
Das Spektrum der Lichtquelle muss auf den verwendeten Photosensibilisator abgestimmt sein und eine oder mehrere Anregungsbanden (Absorptionsbanden) des Photosensibilisators enthalten.
Für photodynamische Therapie werden verwendet:
- Breitbandstrahler (zum Beispiel Halogenstrahler)
- Geräte mit Leuchtdioden (LEDs)
- Laser (monochromatisches kohärentes Licht; insbesondere im Bereich der Augenheilkunde)
- Tageslicht (auch Tageslicht kann als Lichtquelle eingesetzt werden – dies betrifft die Anwendungen in der Dermatologie)

Bei den Breitbandstrahlern kann das sichtbare Licht gefiltert werden. Durch Wahl entsprechender Farbfilter können für einen bestimmten Photosensibilisator, zum Beispiel Protoporphyrin IX (endogen aus applizierter 5-Aminolävulinsäure (Delta-Aminolävulinsäure, ALA) gebildet), gezielt eine oder mehrere Anregungsbanden ausgewählt werden. (Beispiel mit dem Absorptionsspektrum von Protoporphyrin IX sowie dem Spektrum eines Breitbandstrahlers mit den Konsequenzen unterschiedlicher Filterung im sichtbaren Bereich auf die Anregung des Protoporphyrins IX in.)

## Verwandte Themen
Bei der genetisch bedingten Häm-Bildungsstörung Erythropoetische Protoporphyrie, bei der Eisen nur unzureichend verwertet wird, reichert sich der Häm-Vorläuferstoff Protoporphyrin IX im Gewebe und in der Haut an. Betroffene leiden unter einer stark erhöhten, schmerzhaften Unverträglichkeit gegenüber sichtbarem (Sonnen-)Licht, vergleichbar den Begleiterscheinungen einer PDT.